# 옥수수 에탄올

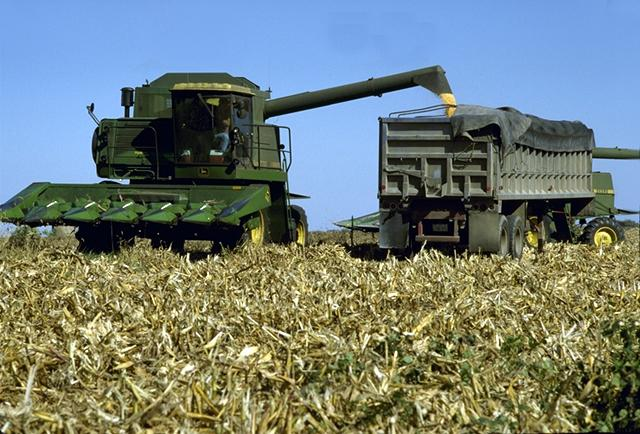
옥수수는 미국의 에탄올 연료 생산을 위해 사용되는 주된 공급 원료이다.

옥수수 에탄올(영어: corn ethanol) 또는 콘 에탄올은 옥수수 바이오매스에서 생산된 에탄올이며 미국의 에탄올 연료의 주요 원천이다. 옥수수 에탄올은 에탄올 발효와 증류 과정을 통해 만들어진다. 옥수수 에탄올의 생산과 이용이 가솔린보다 온실 기체 방출량이 더 낮은지에 대해 논란이 있다. 미국 옥수수 농경지의 약 40.5%가 에탄올 생산을 위해 사용된다. 옥수수의 화학식은 C6H10O5인데 결합을 하여 에탄올을 만들 수 있다.

## 이용
2001년부터 옥수수 에탄올 생산은 7배나 더 증가하였다.

## 같이 보기
- 셀룰로오스 에탄올
- 에탄올 연료